# Parc Botanique de Cornouaille
Der Parc Botanique de Cornouaille ist ein fünf Hektar großer, privater Botanischer Garten in der französischen Gemeinde Combrit bei Pont-l’Abbé.
Seit 1983 entstand hier die erste, private, umzäunte Parklandschaft der Bretagne als Teil einer natürlichen Geländes von Kiefern auf einem hügeligen Relief von fünf Hektar. Es wird hier im milden Klima der Region eine vielschichtige, ständig gepflegte und ergänzende Vielfalt von Pflanzen aus der ganzen Welt gezeigt, die alle mit Alter, Namen und Herkunft bezeichnet sind.
Im Laufe des Jahres bietet ein Teil der Anlage als sogenannter Englischer Garten eine Sammlung von Pflanzen, zum Beispiel mit Kamelien, Magnolien, Rhododendren, Azaleen, Kirschbäume und Hortensien.
Einen anderen Teil stellt der Wasser-Garten von 6.000 m² dar. Hier wachsen an den Wasserrändern geeignete Pflanzen, wie zum Beispiel Gunnera, Lilien und Iris. Auch die Beobachtung der vielfältigen Tierwelt, wie Enten, Blässhühner, Fische, Eichhörnchen oder Nerze bietet sich hier an.
Als zusätzliches Angebot für die Besucher findet man innerhalb der eintrittspflichtigen Parklandschaft ein Mineralmuseum. Hier werden Mineralien aus aller Welt, auch aus der Bretagne, in 35 Schaufenstern ausgestellt. Ein weiterer Raum ist dem Verkauf von Mineralien vorbehalten. Außerhalb wird vom selben Betreiber eine Baumschule betrieben.